# Breagovo, Haskovo
Breagovo (în bulgară Брягово) este un sat în comuna Haskovo, regiunea Haskovo,  Bulgaria. 

## Demografie
Componența etnică a satului Breagovo
     Bulgari (33,11%)
     Romi (54,32%)
     Nicio identificare (11,9%)
     Altele (0,64%)
La recensământul din 2011, populația satului Breagovo era de 462 locuitori. Din punct de vedere etnic, majoritatea locuitorilor (54,32%) erau romi, cu o minoritate de bulgari (33,11%). Pentru 11,9% din locuitori nu este cunoscută apartenența etnică.